# Distretto di Bhakkar
Il distretto di Bhakkar (in urdu: ضلع بھکر) è un distretto del Punjab, in Pakistan, che ha come capoluogo Bhakkar. Nel 1998 possedeva una popolazione di 1.051.456 abitanti.